# Jesper Christensen
Pour les articles homonymes, voir Christensen.
Jesper Christensen [ jespɐ ˈkʰʁɛstn̩sn̩] est un acteur danois né le 16 mai 1948 à Copenhague.

## Biographie
Jesper Christensen a fait ses débuts au cinéma dans Cop, où il joue un petit rôle de policier, avec notamment Jens Okking. Ce film est suivi par une série de rôles dans Hamsun de Jan Troell, le film primé de Lone Scherfig Italian for Beginners, ainsi que The Bench, acclamé par la critique et, plus récemment, Minor Mishaps d'Annette K. Olesen.
En 1979, Jesper Christensen a reçu le prix Bodil (récompense danoise pour le cinéma instaurée en 1948) du meilleur acteur dans un rôle principal pour Did Somebody Laugh? et, en 1993, il se voit décerner un prix Robert (l’équivalent danois des César, instauré en 1984) du meilleur acteur dans un second rôle pour Sofie, de Liv Ullmann.
En 1994, il reçoit un autre prix Robert du meilleur acteur dans un second rôle pour The Russian Singer de Morten Arnfred. En 1998, il décroche de nouveau le prix Bodil et le prix Robert du meilleur acteur dans un second rôle pour Barbara de Nils Malmros.
En 2001, la carrière de Jesper Christensen amorce un virage avec le rôle de l’alcoolique Kaj dans The Bench (Bænken, 2000) de Per Fly, qui lui vaut de nombreux prix, dont le Bodil et le Robert du meilleur acteur dans un rôle principal. Ce rôle lui vaut également une nomination dans la catégorie meilleur acteur dans un rôle principal aux European Film Awards en 2001. L'acteur est aussi connu pour ses rôles dans la saga des James Bond.

## Filmographie

### Cinéma
- 1978 : Vinterbørn d'Astrid Henning-Jensen
- 1995 : Sofie
- 1996 : Hamsun
- 1997 : Sekten de Susanne Bier
- 2001 : Minor Mishaps
- 2001 : Italian for Beginners : le père d'Olympia
- 2001 : Grev Axel de Søren Fauli
- 2005 : L'Interprète
- 2005 : Inheritance
- 2005 : Manslaughter (Drabet) : Carsten
- 2006 : Casino Royale : M. White
- 2008 : Quantum of Solace : M. White
- 2009 : Victoria : Les Jeunes Années d'une reine (The Young Victoria) : Baron Stockmar
- 2010 : L'Affaire Rachel Singer (The Debt) de John Madden
- 2011 : Melancholia : Little Father
- 2015 : Spectre : M. White
- 2015 : Moi et Kaminski
- 2016 : Ultimatum (Kongens nei ) de Erik Poppe : le roi Haakon VII
- 2025 : Valeur sentimentale de Joachim Trier : Michael

### Télévision
- 2005 : Révélations (épisode 1.04) : Torvald Eklind
- 2013 : Deux sœurs (Schwestern) d'Anne Wild
- 2014-2017 :  Les héritiers de  Maya Ilsøe

## Distinctions

### Récompenses
- 1979: Prix Bodil (Meilleur acteur dans un rôle principal) pour Did Somebody Laugh?
- 1993: Robert du meilleur acteur dans un second rôle pour Sofie
- 1994: Robert du meilleur acteur dans un second rôle pour The Russian Singer
- 1998: Prix Bodil (Meilleur acteur dans un second rôle) pour Barbara
- 1998: Robert du meilleur acteur dans un second rôle pour Barbara
- 2001: Prix Bodil (Meilleur acteur dans un rôle principal) pour The Bench
- 2001: Robert du meilleur acteur (Meilleur acteur dans un rôle principal)
- 2006: Prix Bodil (Meilleur acteur dans un rôle principal) pour Manslaughter

### Nomination
- 2001: European Film Award (Meilleur acteur dans un rôle principal) pour The Bench